# Aequorea conica
Aequorea conica är en nässeldjursart som beskrevs av Browne 1905. Aequorea conica ingår i släktet Aequorea och familjen Aequoreidae. Inga underarter finns listade i Catalogue of Life.